# Cosmo Edmund Duff Gordon
Cosmo Edmund Duff Gordon (22 juillet 1862 – 20 avril 1931), 5e baronnet, est un important propriétaire terrien britannique. Après des études à Eton, Duff-Gordon est devenu vice-champion olympique d'escrime. Avec son épouse Lucy, ils voyagent en avril 1912 à bord du Titanic.
Lorsque le navire fait naufrage, le couple parvient à survivre avec sa domestique en embarquant dans le 
canot no 1, qui part avec douze personnes à son bord, étant pourtant prévu pour en transporter quarante. Le fait que le canot ne soit pas retourné chercher d'autres passagers après le naufrage, et les cinq livres données par Duff Gordon aux membres d'équipage de son canot laissent penser à l'opinion que le baronnet a agi lâchement pour sauver sa vie. Cependant, d'autres versions des faits laissent supposer que Duff Gordon n'a donné cet argent que par pure charité.
Après avoir témoigné devant la commission d'enquête britannique, qui ne le blâme pas, Duff Gordon finit sa vie dans un climat de polémiques à son sujet. Il meurt à Londres en 1931.

## Biographie

### Jeunesse, éducation et carrière sportive

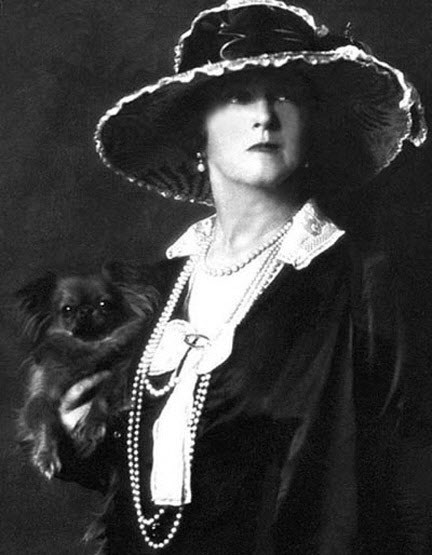
En 1900, Cosmo Duff Gordon a épousé Lucy Sutherland, créatrice de mode ici photographiée en 1919.

Cosmo Edmund Duff Gordon est né le 22 juillet 1862, et est le fils de Cosmo Lewis Duff Gordon et d'Anna Maria Antrobus. Il reçoit une brillante éducation à Eton et y pratique l'escrime. En 1896, il succède à Maurice Duff Gordon et devient le cinquième baronnet de sa propriété.
En 1900, Duff Gordon épouse Lucy Christiana Sutherland, à la réputation sulfureuse. Elle est en effet divorcée et a pour sœur l'auteur de nouvelles érotiques Elinor Glyn,. Lucy est créatrice de mode, et son mari devient directeur de son entreprise, « La Maison de Lucile ».
En 1906, Duff Gordon fait partie de l'équipe d'escrime du Royaume-Uni aux Jeux olympiques intercalaires de 1906 et remporte une médaille d'argent en compétition par équipes à l'épée. En 1908, il fait partie du comité d'officiels consacré à l'escrime au cours des Jeux Olympiques de Londres.

### LeTitanic
En avril 1912, le couple décide de voyager aux États-Unis en faisant la traversée à bord du Titanic. Le couple voyage sous le nom de Morgan : la raison de ce pseudonyme est peu claire, mais il s'agit peut-être d'ennuis passés de Lucy avec la douane américaine. Sir Duff Gordon et son épouse embarquent dans la soirée du 10 avril 1912 à Cherbourg après avoir emprunté le transbordeur Nomadic pour gagner le navire. Cosmo occupe la cabine A-16 et son épouse la A-20, et tous deux voyagent avec la secrétaire de Lucy.
Le 14 avril 1912 à minuit moins vingt, le Titanic heurte un iceberg et commence à sombrer. Le couple et leur secrétaire se retrouvent sur le pont des embarcations, à l'avant du côté tribord, alors que l'équipage commence à affaler les canots. Sur invitation du premier officier Murdoch, tous trois embarquent dans le canot de secours no 1 avec deux Américains et sept chauffeurs : ce canot part aux trois-quarts vide, ayant une capacité de 40 passagers,. Le couple est ensuite ramené à New York par le Carpathia avec les autres survivants. Cependant, la presse annonce leur mort le 16 avril, avant de revenir sur cette nouvelle erronée.

### Fin de vie
Après le naufrage, Cosmo Duff Gordon est appelé à témoigner devant la commission d'enquête britannique dirigée par Lord Mersey, au vu des conditions de son sauvetage. Cependant, l'enquête conclut qu'il n'y a rien que l'on puisse lui reprocher. Cependant, Duff Gordon voit sa réputation définitivement ternie par l'affaire. Il se retire des affaires et vit notamment en Écosse et au Caire. Il meurt le 20 avril 1931, à l'âge de 68 ans.
Lui et son épouse reposent à Londres dans le cimetière de Brookwood.

## Polémique

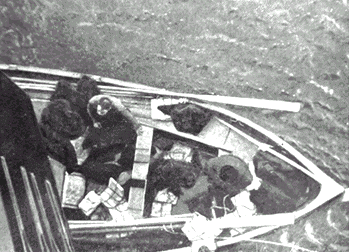
En survivant au naufrage du Titanic à bord du canot no 1, le moins rempli de tous, Cosmo Duff Gordon s'est retrouvé au cœur d'une polémique.

Le sauvetage de Duff Gordon prête à polémique. En effet, son canot, presque vide, n'est pas revenu chercher des survivants sur les lieux du naufrage. Lorsque le canot avait été mis à la mer, l'officier Murdoch avait pourtant ordonné au responsable du canot, George Symons, de revenir lorsqu'on l'appellerait pour chercher d'autres passagers. De fait, durant la commission d'enquête britannique, Symons est ouvertement traité de lâche par l'un des enquêteurs, que Lord Mersey rappelle à l'ordre, déclarant : « Laissez donc ce pauvre homme tranquille ! » À bord du canot, le chauffeur Hendrickson a cependant demandé à revenir, mais Lady Duff Gordon a suggéré que les survivants s'agglutinant autour du canot pourraient le faire couler, avis auquel les autres passagers du canot se sont ralliés aussitôt.
Au cours de la nuit, Duff Gordon sympathise avec ses compagnons d'infortune, notamment les sept chauffeurs, leur offrant des cigares et engagent une conversation avec eux. Lady Duff Gordon aurait également déclaré à sa domestique, Mabel Francatelli : « Votre belle chemise de nuit est fichue » en voyant le navire sombrer. La conversation aboutit finalement sur le fait que les chauffeurs ont tout perdu, et que la White Star a arrêté leurs salaires à minuit le 15 avril, comme le veut la règle en cas d'accident. Pour compenser ces pertes, Sir Duff Gordon décide de remettre à chacun cinq livres (le salaire mensuel d'un chauffeur à l'époque étant de 6 £) : ce point est par la suite pris pour une tentative de corruption des chauffeurs pour ne pas retourner sur le lieu du naufrage.
De plus, une fois à bord du Carpathia, Duff Gordon et son épouse se font photographier avec les sept chauffeurs rescapés avec eux, ce qui contribue à accumuler les soupçons à leur sujet. Cosmo Duff Gordon doit de fait apparaître devant la commission britannique pour se défendre de ses accusations, dont il est lavé.